# کوه‌های آواس
کوه‌های آواس (به لاتین: Auas Mountains) یک رشته‌کوه در نامیبیا است که در نامیبیا واقع شده‌است. کوه‌های آواس ۲٬۴۷۹ متر بالاتر از سطح دریا واقع شده‌است.